# Blattscheide

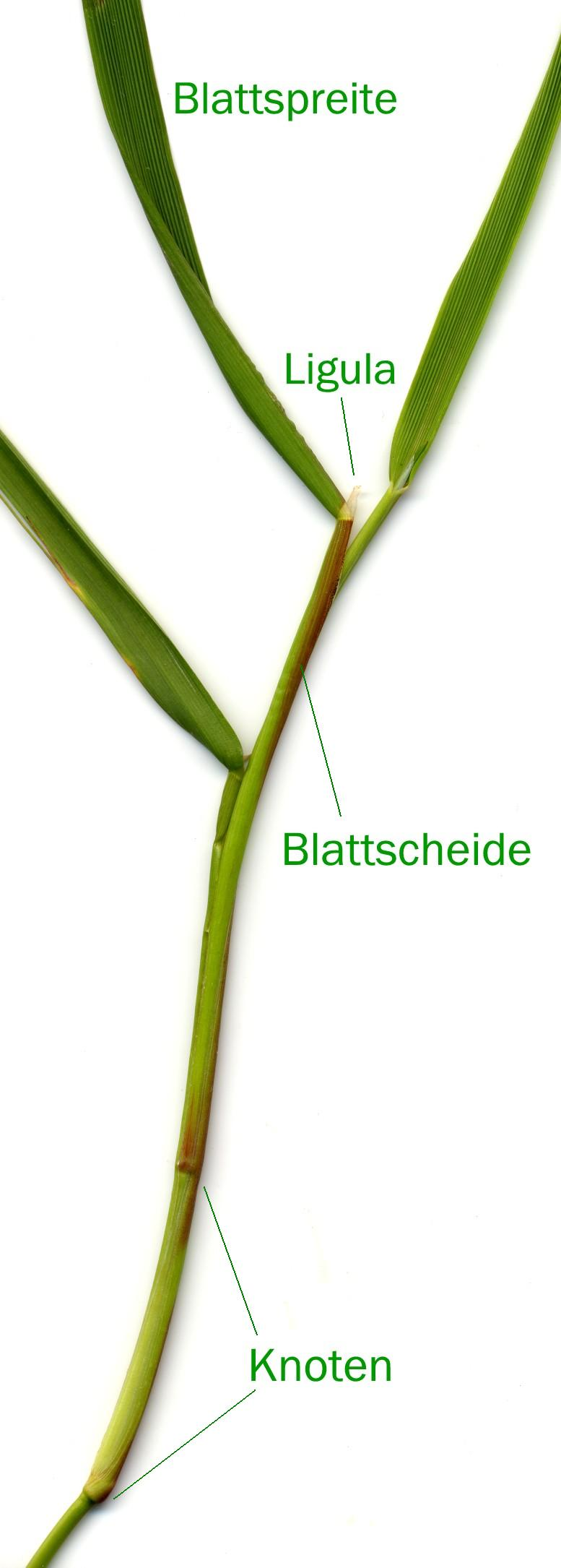
Blattscheide u. a. Teile beim Knick-Fuchsschwanzgras

Die Blattscheide ist der bauchig oder röhrig die Sprossachse umfassende Blattgrund bei vielen Monokotyledonen, etwa den Gräsern. Auch bei den Dikotylen können Blattscheiden ausgebildet werden, zum Beispiel bei den Doldenblütlern.
Meistens ist dabei die Scheide gespalten, d. h., die Ränder sind frei und übereinandergelegt. Dagegen haben die Blätter der Halbgräser geschlossene Scheiden oder solche, an denen keine freien Ränder vorhanden sind. Bei vielen Blättern ist der Scheidenteil nur angedeutet oder fehlt ganz. Manchmal befindet sich an der Übergangsstelle von Scheide und Spreitenoberseite ein Blatthäutchen (lat. Ligula).
Ineinandergeschachtelte Blattscheiden bei einigen Stauden bilden einen Scheinstamm, u. a. bei Bananen.
Es können auch Öhrchen an Blattscheiden vorhanden sein.